# St. Georgen bei Grieskirchen
St. Georgen bei Grieskirchen, Sankt Georgen bei Grieskirchen – miejscowość i gmina w Austrii, w kraju związkowym Górna Austria, w powiecie Grieskirchen. Liczy 1 262 mieszkańców.